# Pero clysiaria
Pero clysiaria là một loài bướm đêm trong họ Geometridae.